# 放射性示踪剂
放射性示蹤劑（英語：Radioactive tracer），又稱放射性標記物（radioactive label），一種化合物，其中的一個或多個原子被替換為放射性同位素（radioisotope），是同位素標記（isotopic labeling）的一种。由于這種化合物在衰變過程中會產生放射性，經由追踪其放射性，可以了解化合物從反應物到產物的路徑，从而研究化学反应机理。
氫（H）、碳（C）、磷（P）、硫（S）和碘（I）的放射性同位素被廣泛地用来追蹤生化反應路徑。放射性示蹤劑也可用於在細胞和組織等生物系統中追踪某物质的分佈。在使用水力壓裂（hydraulic fracturing）技術生产天然氣时，放射性示蹤劑可以用來確認裂缝的位置。放射性示蹤劑是正電子發射計算機斷層掃描（Positron emission tomography，簡稱PET）、單光子發射計算機斷層掃描（Single-photon emission computed tomography ，簡稱SPECT，或SPET）和鎝（Technetium）掃描等影像技术的基础。而放射性碳定年法（Radiocarbon dating）则使用天然存在的碳14作為同位素標記物。

## 方法
同一元素各种同位素唯一不同的是質量數。例如，氫的同位素可以写为1H，2H和3H，左上角的數字代表質量數。當同位素的原子核不穩定時，含有這種同位素的化合物就会有放射性。氚（Tritium，3H）是放射性同位素的一个例子。
化合物中的一個原子被其放射性同位素原子取代，這個過程稱作放射性標記。放射性衰變比一般化學反應能量强很多，因此，放射性同位素只需要很低浓度，而其存在也可由靈敏的輻射探測器，如蓋革計數器（Geiger counter）和閃爍計數器 （scintillation counter）檢測到。喬治·德海韋西（George de Hevesy）因“在化學過程研究中使用同位素作為示蹤剂”而獲1943 諾貝爾化學獎。
放射性示蹤劑主要有兩種使用方式：
1. 當一种標記过的化合物發生化學反應时，一個或多個產物會含有放射性標記。通过分析放射性同位素的变化可以得到化學反應機制的詳細信息。
2. 將某種放射性化合物引入生物體，放射性同位素可以提供一個影像方法来显示該化合物及其反應產物在生物體中的分佈。

## 生產
常用的放射性同位素半衰期短，所以在自然界不存在，需经核反應產生。最重要的過程之一是原子核吸收一個中子，使相应元素質量數加1。例如：
13C + n → 14C
在這種情況下，原子質量增加，但元素保持不變。在其它情況下，生成的原子核不穩定发生衰变，通常這會放出質子，電子（β粒子）或α粒子。當一個原子核失去一個質子時，原子數減1。例如：
32S + n → 32P + p
中子辐照在核反應爐中进行，因此示蹤劑研究在靠近反應爐本身的地方进行。另一个合成放射性同位素的主要方法是質子轰炸。質子需要利用迴旋加速器（cyclotron）或是直線粒子加速器（Linear particle accelerator）加速到高能量狀態。

## 示蹤劑同位素

### 氫
氚是通過中子辐照6Li而產生：
6Li + n → 4He + 3H
氚的半衰期為 4500±8天（大約為12.32年），通过β衰變而衰变。產生的電子的平均能量为5.7 keV，相對較低，故閃爍計數的檢測效率也相當低。但是，氫原子存在於所有有機化合物中，因此常在生化研究中作示蹤劑。

### 碳
11C由正電子發射而衰變，半衰期為20分鐘。11C是常用於正電子發射斷層掃描（positron emission tomography）的同位素之一。
14C的衰變是通過β衰變，半衰期5730年。它在地球的大氣層上層會不斷地產生，所以在環境中有微量存在。然而，用自然產生的14C來做示蹤物研究並不實際。相反地，它可由13C经中子輻照製成，13C在天然C中含量为 1.1% 。14C非常廣泛地用於追蹤有機分子在代謝途徑的变化。

### 氮
13N衰變經由正電子發射發生，半衰期為9.97分鐘。它是由核反應產生：
1H + 16O → 13N + 4He
13N用于正電子發射斷層掃描（PET掃描）。

### 氧
15O衰變經由正電子發射發生，半衰期為122秒。可以用在正電子發射斷層掃描。

### 氟
18F衰變經由正電子發射發生，半衰期為109分鐘。在迴旋加速器或線性粒子加速器中，用質子轰击18O而製成。它是放射性藥物中非常重要的同位素。它在PET掃描中被用來標記氟脫氧葡萄糖（fluorodeoxyglucose，FDG）可以偵測體內微小的腫瘤。此外目前醫學界利用新的分子造影試劑進行PET scan以觀察Aβ斑塊(β-amyloid plaques)以及tau蛋白(tau proteins)在腦中的標記，作為可能早期診斷神經退化疾病在MCI或由MCI轉變成失智症者的篩選工具，將是未來在神經退化相關疾病診斷的重要工作，也可望成為阿茲海默失智症(Alzheimer's Dementia)在藥物研發治療有效與否的關鍵指標。

### 磷
32P通過中子辐照32S而得：
32S + n → 32P + p
其衰變为β衰變，半衰期為14.29天。它通常用於生物化學中研究蛋白質在激酶作用下的磷酸化过程。
33P可以通过中子轰击31P制得，產率相對較低。其衰變也是β衰變，半衰期為25.4天。雖然比32P更昂貴，但因發射的電子能量較低，可以在诸如DNA定序过程中得到更高的分辨率。
33P和31P兩種同位素在標記核苷酸和其他含有磷酸基團的化合物方面非常有用。

### 硫
35S由中子轰击35Cl而制得：
35Cl + n → 35S + p
其衰变为β衰變，半衰期87.51天。它可用来標記含硫氨基酸（amino-acids）甲硫氨酸（methionine）和半胱氨酸（cysteine）。當核苷酸的磷酸基上的氧原子被硫原子取代时，形成一個硫代磷酸基(thiophosphate)，所以35S也可以用於追蹤磷酸基團。

### 鎝
99mTc是一種用途很廣的放射性同位素。它很容易在鎝-99m發生器中由99Mo衰變產生。
99Mo → 99mTc + e- + 
ν
e
99Mo半衰期大約66小時（2.75天），所以，發生器使用时间大概兩個星期。大多數商業用99mTc發生器採用柱色譜（Column chromatography）法，99Mo以鉬酸盐的形式──MoO42-吸附在酸性氧化鋁上（Al2O3）。當99Mo衰變時，形成過鎝酸鹽 TcO4- ，由於其單電荷，所以與氧化鋁的結合不那么緊密。当鹽水溶液通过吸附有99Mo的柱子时，99mTc就会以可溶性過鎝酸鈉的形式被洗脱出来。過鎝酸鹽須利用還原劑如Sn2+和配體（Ligand）來處理。不同的配體形成的配合物（coordination complexes ）可增强鎝在人體特定部位的親和力。
99mTc通过放出γ射線而衰变，半衰期為6.01小時。短的半衰期可確保体内放射性同位素的濃度在几天后下降为零。

### 碘
123I由124Xe通过質子辐照產生。辐照產生的銫同位素不穩定，會衰变成123I。该同位素通常會在稀氫氧化鈉溶液中以高純度碘化物和次碘酸盐的形式存在。123I也已經在橡樹嶺國家實驗室（Oak Ridge National Laboratories）通過123Te的質子轰击生產成功。
123I衰變是經由電子捕獲產生，其半衰期為13.22小時。其所發射的159keVγ射線被用於單光子發射計算機斷層顯像（SPECT），此外也会发射出127keV的γ射線。125I常被用于放射免疫測定，因為它擁有颇長的半衰期（59天）且可以通过高灵敏度γ計數器來檢測。
129I会因空气核武器实验的缘故而存在于环境中，另外也产生于車諾比核災以及福島核災。129I的半衰期為1570萬年，衰变时放出低能量的β和γ射線。它没有被用作示蹤劑，儘管其在生物體，包括人類，的存在可由γ射線测量的方式来表征。

### 其他同位素
許多其它同位素已用於專門放射藥理學研究。最廣泛使用的是用於鎵掃描的67Ga。使用67Ga的原因与99mTc类似，它们都可放出伽瑪射線，并与各種配位體形成与人體特定部位有選擇性親和力的配合物。
在水力壓裂中使用的放射性示蹤劑參见下一部分。

## 應用
在代謝研究中，氚和以14C標記的葡萄糖常用在葡萄糖鉗夾（glucose clamp）技术中測量葡萄糖攝取速率，脂肪酸合成，以及其它代謝過程。雖然放射性示蹤劑有時仍然用在人類研究中，穩定同位素示蹤劑，如13C，更適合用於人類鉗夾研究。放射性示蹤劑也用於人和實驗動物的脂蛋白代謝研究。
在醫藥學中，示蹤劑被應用於一些檢驗，比如99mTc用在放射自顯影（Autoradiography）和核醫药（nuclear medicine），包括單光子發射計算機斷層顯像（SPECT），正電子發射斷層掃描（PET）和闪烁扫描（scintigraphy）。在尿素呼氣試驗中常用經14C標記的尿素檢測幽門螺旋桿菌（helicobacter pylori）。如果標記的尿素被胃中的幽門螺旋桿菌代謝，患者会呼出含有被標記过的二氧化碳。在近些年來，利用含非放射性的同位素13C已成為首選方法，避免患者暴露於放射性中。
在水力壓裂中，放射性示蹤劑加在水力壓裂液之中，以確認注入剖面和形成裂縫的位置。示蹤劑的不同半衰期可用在水力壓裂的每一個特定階段中。在美國，每次注射的放射性核素的量都列在美國核管理委員會（Nuclear Regulatory Commission，NRC）的指導方針之中。根據NRC，一些最常用的示蹤劑包括銻-124（antimony），溴-82，碘-125，碘-131，銥-192（iridium），和鈧-46（scandium）。在2003年，國際原子能機構的一份出版物證實上面多数示蹤劑经常被使用，並且表示，錳-56（ manganese），鈉-24，鎝-99m，銀-110m，氬-41，和氙-133（xenon）也被廣泛使用，因為它們易於識別和測量。